# Färöarna vid världsmästerskapen i simsport 2022
Färöarna tävlade vid världsmästerskapen i simsport 2022 i Budapest i Ungern mellan den 17 juni och 3 juli 2022. Färöarna hade en trupp på två idrottare.

## Simning
| Idrottare                    | Gren                        | Heat     | Heat      | Semifinal        | Semifinal        | Final            | Final            |
| Idrottare                    | Gren                        | Tid      | Placering | Tid              | Placering        | Tid              | Placering        |
| ---------------------------- | --------------------------- | -------- | --------- | ---------------- | ---------------- | ---------------- | ---------------- |
| Bartal Eidesgaard            | Herrarnas 100 meter frisim  | 52,58    | 68        | Gick inte vidare | Gick inte vidare | Gick inte vidare | Gick inte vidare |
| Bartal Eidesgaard            | Herrarnas 200 meter frisim  | 1.57,08  | 53        | Gick inte vidare | Gick inte vidare | Gick inte vidare | Gick inte vidare |
| Vár Erlingsdóttir Eidesgaard | Damernas 800 meter frisim   | 9.16,94  | 21        | i.u.             | i.u.             | Gick inte vidare | Gick inte vidare |
| Vár Erlingsdóttir Eidesgaard | Damernas 1 500 meter frisim | 17.36,49 | 26        | i.u.             | i.u.             | Gick inte vidare | Gick inte vidare |